# Найменший спільний знаменник
Найменший спільний знаменник (НСЗ) — число, що дорівнює найменшому спільному кратному (НСК) знаменників звичайних дробів. Наприклад, НСЗ дробів
{\displaystyle \left\{{\frac {1}{2}},{\frac {1}{4}}\right\}}
дорівнює 4, оскільки найменше спільне кратне чисел 2 і 4 дорівнює 4. Також, НСЗ дробів
{\displaystyle \left\{{\frac {1}{2}},{\frac {1}{3}}\right\}}
дорівнює 6. Використовуючи НСД (або будь-який його дільник) як знаменник, це дає можливість додавання, віднімання або порівняння дробів:
- {\displaystyle {\frac {1}{2}}+{\frac {1}{4}}={\frac {2}{4}}+{\frac {1}{4}}={\frac {3}{4}}};

- {\displaystyle {\frac {1}{2}}-{\frac {1}{3}}={\frac {3}{6}}-{\frac {2}{6}}={\frac {1}{6}}};

- {\displaystyle {\frac {1}{3}}<{\frac {2}{5}}}, оскільки {\displaystyle {\frac {5}{15}}<{\frac {6}{15}}}.

### Правило зведення дробів до найменшого спільного знаменника
Щоб звести дроби до найменшого спільного знаменника, треба:
1. Знайти НСК знаменників даних дробів.
2. Знайти додатковий множник для першого дробу.
3. Звести перший дріб до нового знаменника.
4. Знайти додатковий множник для другого дробу.
5. Звести другий дріб до нового знаменника.